# はやぶさ新八御用帳
『はやぶさ新八御用帳』（はやぶさしんぱちごようちょう）は、平岩弓枝の時代小説シリーズ。『御宿かわせみ』と共に、人気作品の一つである。

## 概要
江戸･南町奉行所の内与力（奉行秘書官に相当）、神道無念流の名手で頭脳明晰、心優しき好青年だが恋にはオクテの隼新八郎が、上司の奉行・根岸肥前守と共に、武家絡みであるために町方が介入出来ない、若しくは表沙汰に出来ない事件の探索を行なう。

## 小説
- はやぶさ新八御用帳（一）大奥の恋人
- はやぶさ新八御用帳（二）江戸の海賊
- はやぶさ新八御用帳（三）又右衛門の女房
- はやぶさ新八御用帳（四）鬼勘の娘
- はやぶさ新八御用帳（五）御守殿おたき
- はやぶさ新八御用帳（六）春月の雛
- はやぶさ新八御用帳（七）寒椿の寺
- はやぶさ新八御用帳（八）春怨 根津権現
- はやぶさ新八御用帳（九）王子稲荷の女
- はやぶさ新八御用帳（十）幽霊屋敷の女

## テレビドラマ
1990年に日本テレビにて時代劇スペシャルとして、1993年にはNHK総合テレビの『金曜時代劇』でそれぞれ放送された。従来の時代劇とは少々違う、いわば“特別捜査官”ものである。

### 日本テレビ版
本格時代劇スペシャル『はやぶさ新八御用帳 大奥の恋人』
- 1990年4月1日 21:03 - 23:26　日本テレビ系

#### 出演
- 隼新八郎：中井貴一
- お鯉：古村比呂
- 根岸肥前守：田村高廣
- 神谷鹿之助：並木史朗
- 郁江：吉川十和子
- 金吾：香川照之
- 仙之助：小倉一郎
- 滝川：中島ゆたか
- おとり：野村昭子
- 田宮数馬：夏夕介
- おしゅん：片桐はいり
- お千世：大場久美子
- 結城長七郎：隆大介

#### スタッフ
- 脚本：大西信行
- 監督：山本和夫
- 音楽：川村栄二

### NHK版
1993年9月3日〜1994年3月25日

#### 出演
- 隼新八郎：髙嶋政宏
- 根岸肥前守鎮衛（やすもり）：山口崇
- お鯉：有森也実
- 大久保源太：田中実
- 高木良右衛門：沼田爆
- 郁江：越智静香
- 小かん：荻野目慶子
- 篠崎清之助：高杉亘
- 鶴屋伝兵衛：でんでん
- 松吉：関根孝彦
- 熊吉：杉崎昭彦
- 佐久間寅三：大門正明
- 森藤十郎：森山周一郎
- 鬼勘：宍戸錠
- 語り：香川京子

#### サブタイトル
- 第一回　大奥の恋人
- 第二回　敵か見方か
  - 結城長七郎：冨家規政、久美：山下容莉枝、田宮数馬：坂上忍
- 第三回　お化け女郎
- 第四回　河童と夕顔
- 第五回　狸の心中
- 第六回　又右衛門の女房
- 第七回　若君と用心棒
  - 中川芳斎：草川祐馬、藤江：岡本舞
- 第八回　さいかち坂の恋人
  - 結城美栄子、犬塚弘
- 第九回　江戸の水仙
- 第十回　白い殺人鬼
- 第十一回　紫陽花の恋文
- 第十二回　幽霊の仇討
- 第十三回　金唐革の財布
  - 万谷又蔵：香川照之
- 第十四回　お鯉の恋
  - 万谷又蔵：香川照之
- 第十五回　江戸の初夢〜新春恋模様
- 第十六回　雪日和
- 第十七回　男と女の雪違い
- 第十八回　御守殿おたき
- 第十九回　綾のつづみ
  - 未来貴子
- 第二十回　赤い廻り灯籠
- 第二十一回　女嫌いの医者
- 第二十二回　けんか相撲
- 第二十三回　三行半の謎
- 最終回　女密偵・お鯉

#### スタッフ
- 制作統括 - 菅野高至
- 演出 - 清水一彦、後藤高久
- 脚本 - 井上由美子・大久保昌一良
- 音楽 - 三枝成彰